# Ásia Meridional

Localização da Ásia Meridional

Mapa urbano do sul da Ásia

A Ásia Meridional, popularmente conhecida como Sul da Ásia ou Sul Asiático, é uma região geográfica, constituindo-se de um subcontinente da Ásia, que inclui o chamado subcontinente indiano e os territórios em suas proximidades. Está rodeado (de oeste a leste) pela Ásia Ocidental, Ásia Central, Ásia Oriental e pelo Sudeste Asiático.
O Sul da Ásia é um dos maiores e mais populosos subcontinentes do planeta. Abrange o território oficial de mais de cinco milhões de km², uma vez que compreende Afeganistão, Bangladesh, Butão, Índia, Maldivas, Nepal, Paquistão e Sri Lanka, num total de oito países.

## Características
Independentemente de como se define, a Ásia Meridional se firma, de longe, como uma das áreas mais populosas do Planeta Terra. É na região que vive cerca de 1,90 bilhões de habitantes, dos quais cerca de 1,42 bilhões residem dentro do território indiano, o maior e mais importante país da região na maioria dos quesitos internacionais analisados. Tal contingente populacional, concentrado sobretudo no eixo Bangladexe-Índia-Paquistão (respectivamente, nações que ocupam a oitava, a segunda e a quinta posições entre as mais populosas do globo), que, juntos abrigam cerca de 1,6 bilhão de habitantes, desfrutam, em média, de uma densidade populacional de aproximadamente 330 habitantes/km².
De fato, é na região que vivem em torno de 1/4 da população mundial, ou aproximadamente 23,2% da população global entre 2012 e 2014, e cerca de 39% da população da Ásia, o mais populoso continente do globo, no mesmo período. Sozinho, o subcontinente é mais populoso do que todos os países europeus juntos, ou mais populoso que a América do Norte, Central e Sul somadas. Se fosse considerado um continente independente, é notório afirmar que seria tido como o segundo mais populoso dos continentes mundiais, depois das demais regiões da Ásia somadas, e à frente da África, que cairia, na atualidade, do segundo para o terceiro na lista dos mais populosos continentes do mundo, se assim fosse.
São altos os níveis de pobreza e desnutrição nessa parte da Ásia. Apresenta alguns dos piores indicadores sociais — alfabetização, expectativa de vida, renda per capita, mortalidade infantil e desigualdade de género— da Ásia e do mundo. Apenas a Índia, como já dito acima, apresenta na atualidade um nível minimamente avançado de industrialização em sua economia; de fato, o país, apesar de apresentar o que foi considerado o terceiro melhor Índice de Desenvolvimento Humano Ajustado à Desigualdade (IDHAD) entre os países do subcontinente em 2018, este é apenas o 129.º melhor do mundo naquele ano, abaixo da média mundial no mesmo período, e um pouco acima do próprio continente asiático. Em média, o IDHAD da região, de acordo com a ONU, é de 0,476 (em 2018), considerado "médio". O país de melhor IDHAD no período foi o Sri Lanca, de 0,686, considerado o único país com bons indicadores sociais do subcontinente, com um IDHAD tido como razoavelmente "elevado". Não existem dados para o IDHAD de 2018 do Afeganistão, com um valor de IDH simples muito baixo em 2012, sendo que naquele ano foi apontado também como o mais pobre dos países asiáticos, no valor de 0,374, considerado "baixo". É considerado a mais pobre das subdivisões asiáticas.
Os cereais de sequeiro, o pastoreiro nômade e as culturas de irrigação nos oásis, são característicos das regiões mais áridas do interior e sudeste da Ásia. Porém, em sua grande maioria, os níveis de produção são baixos. Do ponto de vista de seu relevo, a região apresenta três grandes unidades: a cordilheira do Himalaia, uma cadeia de altas montanhas, de formação geológica recente, na fronteira da China com a Índia, o Nepal e o Butão, com mais de 2 mil km de extensão e picos muito elevados, incluindo o Monte Everest, o mais alto do planeta, com 8 848 metros de altitude.
As capitais dos países da região, são, em ordem alfabética: Cabul (Afeganistão), Catmandu (Nepal), Colombo (Sri Lanca), Daca (Bangladexe), Islamabade (Paquistão), Malé (Maldivas), Nova Déli (Índia) e Timbu (Butão). E as dez mais populosas cidades são, em 2012/13: Carachi (Paquistão), em primeiro, Bombaim (Índia), em segundo, Daca (Bangladexe), em terceiro, Laore (Paquistão), em quarto, Déli (Índia), Bangalore (Índia), Hiderabade (Índia), Amedabade (Índia), Chennai (Índia) e Calcutá (Índia), respectivamente em quinto, sexto, sétimo, oitavo, nono e décimo lugares. Outras cidades de destaque, e que abrigam grandes contingentes populacionais incluem Surate (Índia), Cabul (Afeganistão), Pune (Índia), Jaipur (Índia), Chatigão (Bangladexe) e Islamabade (Paquistão).

## História

### Era antiga
A história do núcleo sul da Ásia começa com indícios de atividade humana de Homo sapiens , há 75 000 anos, ou com hominídeos anteriores, incluindo o Homo erectus há cerca de 500 000 anos. A Civilização do Vale do Indo, que se espalhou e floresceu na parte noroeste do sul da Ásia a partir de cerca de 3 300 a 1 300 a.C. na atual Índia do Norte, Paquistão e Afeganistão, foi a primeira civilização importante no Sul da Ásia. Uma cultura urbana sofisticada e tecnologicamente avançada se desenvolveu no Período Harapano Médio, de 2 600 a 1 900 a.C.